# Martin Pahlmblad

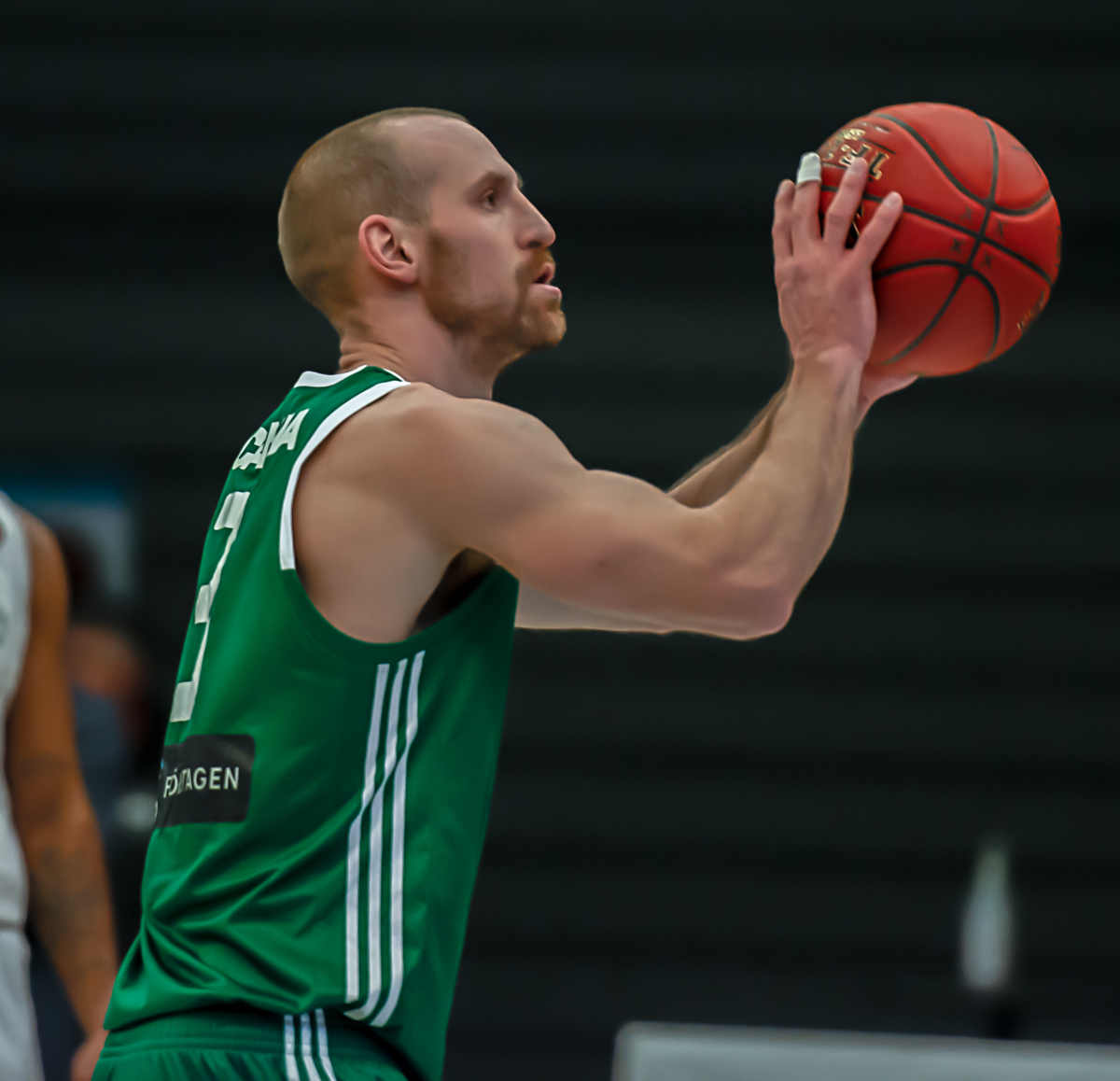
Martin Pahlmblad, december 2020.

Carl Martin Pahlmblad, född 9 maj 1986 i Lund, är en svensk professionell basketspelare. Han är 195 cm lång och väger 88 kg och hans position på basketplanen är shooting guard.

## Karriär
Pahlmblads moderklubb är division ett-laget Eos Lund IK. År 2005 skrev på för Solna Vikings i svenska basketligan och har sedan dess spelat i ett flertal klubbar inom Sverige, Ungern och Grekland.
| År          | Klubb                     |
| ----------- | ------------------------- |
| 2003 - 2005 | Eos Lund IK               |
| 2005 - 2010 | Solna Vikings             |
| 2010 - 2012 | LF Basket                 |
| 2012 - 2014 | Södertälje Kings          |
| 2014 - 2015 | PVSK Panthers (Ungern)    |
| 2015 - 2016 | Apollon Patras (Grekland) |
| 2016 - 2017 | Kymis (Grekland)          |
| 2017 -      | Södertälje Kings          |

## Landslaget
Martin Pahlmblad har varit en del av det svenska landslaget sedan 2008. Innan det representerade han Sverige i U20-landslaget. Totalt har han spelat över 100 landskamper.